# Didier de Lombardie
Didier de Lombardie (en latin, Desiderius), né vers 710, mort vers 786 à Montdider, est le dernier roi des Lombards d'Italie de 757 à juin 774, vaincu et remplacé en 774 par Charlemagne.

## Biographie
Aistolf, roi des Lombards, étant mort sans aucun héritier, Didier rassemble une armée et force Ratchis, frère d'Aistolf, à lui céder ses droits en 757. En 759, il associe au trône son fils Adalgis.
Il attaque ensuite les territoires pontificaux (le pape est alors Étienne II) mais est repoussé grâce à une intervention de Pépin le Bref, devenu roi des Francs en 751 grâce à l'appui de la papauté, et qui est à l'origine de la création de l'État pontifical.
En 770, il donne sa fille Désirée en mariage à Charlemagne, roi des Francs depuis 768, espérant avoir en ce prince un allié sûr. Mais dès l'année suivante, Charlemagne la répudie.
En 773, Didier menaçant de nouveau l'État pontifical, le pape Adrien Ier fait appel à Charlemagne qui intervient avec des forces conséquentes. Le siège est mis devant Pavie, la capitale lombarde, en septembre 773, et le reste du royaume est occupé par les Francs. Didier capitule en mars 774. Charlemagne devient roi des Lombards. Didier est emprisonné dans un donjon d'un château, bâti sur la falaise, voisin de l'abbaye de Corbie, aujourd'hui à Montdidier,
dans l'actuelle Picardie où il reste jusqu'à sa mort, peut-être en 786.

## Mariage et descendance
Didier de Lombardie, roi des Lombards, duc de Toscane, duc d'Istrie
```
  │    épouse 
Ansia

  │
  ├─
Désirée
 :
  │    ép. en 
770
 Charlemagne 
(
cf.
 Carolingiens)
 (répudiée en 
771
)
  │
  ├─
Adalgis
 († vers 788) : chassé d'Italie par Charlemagne en 774, il se réfugie à 
Byzance
.
  │  
  ├─
Liutberge
.
  │    ép. 
Tassillon
 
III
 de Bavière
 
 (
cf.
 
Agilolfing
)

  │ 
  ├─
Adalberge
.
  |    ép. 
Arigis
, duc de 
Bénévent

  |
  |-
Anselperga
 
(en)
.
       abbesse du monastère de S. Michele et S. Pietro (Brescia)
```

## La figure de Didier dans la littérature du Moyen Âge
Au Moyen Âge, le nom latin Désiderius, transcrit en italien Desiderio, est parfois transcrit en français sous la forme « Désirier » au lieu de « Didier. »
Le personnage de Didier, très idéalisé, apparaît dans plusieurs chansons de geste franco-italiennes, notamment dans L’Entrée d’Espagne, due à un poète padouan anonyme de la fin du XIIIe siècle et dans La Prise de Pampelune, de Nicolas de Vérone, qui en est la suite. Ces deux chansons prolongent le cycle français de Charlemagne.
« L’épopée de Nicolas de Vérone, à l’instar d’autres textes franco-italiens, enjolive largement le personnage de Désirier qui devient une figure de l’héroïsme guerrier et militaire, en dépit du rôle qu’il a pu jouer historiquement, à tel point que la Prise de Pampelune apparaît comme une pure fiction. ».
Didier devient par la suite un symbole du patriotisme italien naissant. La Prise de Pampelune et L’entrée d’Espagne seront réutilisées par plusieurs poètes italiens de la Renaissance, notamment Boiardo et l'Arioste.

## Télévision
- Charlemagne, le prince à cheval, téléfilm franco-italo-germano-luxembourgeois en trois parties, réalisé par Clive Donner, et diffusé la première fois sur France 2 en 1993, avec Remo Girone (it) dans le rôle de Didier.